# Ponapea ledermanniana
Ponapea ledermanniana är en enhjärtbladig växtart som beskrevs av Odoardo Beccari. Ponapea ledermanniana ingår i släktet Ponapea och familjen Arecaceae. Inga underarter finns listade i Catalogue of Life.